# Fallúdzsa ostroma (2016)
Fallúdzsa 2016-os ostroma az iraki kormány által az Iraki és Levantei Iszlám Állam (ISIL) ellen indított katonai offenzíva volt Csarmaban és Fallúdzsa városában, melynek fő célja egy ostromállapot kialakítása volt Fallúdzsánál. A hadművelet során a helyi szunnita lakosok 2016. februárban egy háromnapos felkelést indítottak az ISIL ellen. Május 22-én, miután befejezték a város körüli előkészületeket, az Iraki Hadsereg és az őket támogató szunnita harcosok megindították a harmadik fallúdzsai csatát.

## Előzmények
2014. január 4-én az akkor az al-Káida leányszervezeteként ismert Iraki és Levantei Iszlám Állam egy ötnapos harc és az iraki kormány ezt követő kivonulása után elfoglalta Fallúdzsát. A győzelemmel megszerezte az ISIL az első városát Irak területén, ahol megalapították az egyik erődítményüket, mindössze 40 km-re az iraki fővárostól, Bagdadtól.
2015. április-májusban az iraki hadsereg offenzívát indított Csarmában és környékén. Eközben az Iraki kormány kis mértékű előrelépést ért el a városban és környékén. A városon belül egyes területeket elfoglalt, valamint kiépített egy bázist, amit Fallúdzsa és Csama későbbi megtámadásánál akarnak majd használni.
2015. május közepén az ISIL több öngyilkos bevetésével és a sivatagi homokvihar kihasználásával elfoglalta Ramádit, rá tudta venni az iraki hadsereget, hogy adja át nekik a várost. Az Iraki Biztonsági Erők két hónap alatt feldolgozták Anbár központjának az elvesztését, és 2015. július 13-án offenzívát indítottak Anbár kormányzóság visszaszerzéséért. Ezalatt az SIIL egy nagyobb veszteséget volt kénytelen elkönyvelni, mikor az iraki seregek megszerezték Raádi városát.
2016. február 1-én az iraki hadsereg offenzívát indított a Khalidiya-sziget környékén, a Ramádi és Fallúdzsa között meghúzódó Albu Nasir és Albu Shajal falvak között. Aznap az iraki hadsereg bevette a Fallúdzsától északra fekvő Albu Shalib és Albu Shajal falvakat.

## Az offenzíva

### Teljes ostromzár
Február 2-án az iraki hadsereg elvágta a Khalidiya-sziget és Fallúdzsa között meglévő utolsó összekötő ellátási utánpótlási útvonalat is, így a várost teljesen bekerítették. Ezután a légi utánpótlás hiánya miatt többen amiatt aggódtak, hogy éhezni fog a városban ragadt 30.000-60.000 fallúdzsai lakos. Február 10-én olyan hírek érkeztek,hogy az iraki hadsereg teljes egészében visszafoglalta a Khalidiya kerületet, így a Khalidiya-sziget is teljes mértékben az övék lett.

### Fallúdzsai felkelés és a csarmái offenzíva
Február 15. és 19. között az iraki hadsereg Fallúdzsától észak-keletre támadást indított Csarmá ellen, ahol több tucat ISIL-harcost megöltek.
Február 18-án sok helybéli szunnita lázadt fel az ISIL ellen, miután annak tagjai megvertek egy nőt, és az ISIL Al-Hisbah titkosrendőrsége egyéb megszorító intézkedéseket is véghezvitt. A hírek szerint miután helyi szunniták felgyújtották az Al-Hisbah központját, az ISIL erősítést küldött a városba. Február 20-án kezdtek elhalni az összecsapások, miután az ISIL tömeges letartóztatásokba kezdett, és még olyan szunnita harcosok is voltak, akikkel az iraki kormány és az USA koalíciójának beavatkozása nélkül lemészároltak volna. Február 21-één az Iraki Hadsereg a szunnita törzsi harcosok segítségével elkezdte az ISIL Fallúdzsa külvárosaiban felállított pozícióit lőni. Később, február 21-én az ISIL leverte a felkelést, és 180 férfit letartóztatott. Aznap azonban megérkezett a helyszínre az Iraki Hadsereg erősítése, mellyel Fallúdzsa lerohanására készültek elő.
Február 23-án az Iraki Hadsereg az ISIL utolsó erősségének lerombolása után teljes egészében visszafoglalta Csarmát.
Február 24-én a koalíciós légitámadás hatására Fallúdzsától kicsit keletre Karama övezetben meghalt 30 ISIL-harcos,

### Szoruló ostrom
Február 25-én Anbár iraki kormányzója azt mondta, hamarosan megindul a csata Fallúdzsáért, ami sokkal gyorsabban véget ér, mint ami Ramádinál lezajlott. Aznap az Iraki Hadsereg szorosabbra fogta a Fallúdzsa körüli ostromgyűrűt. Bejutottak a külvárosokba, és megszerezték az összes, a városba vezető hidat. Aznap az Iraki Hadsereg megtisztította a Fallúdzsa déli részén lévő Albu Daeig kerületet, miközben 19 milicistát megöltek. Arról is szóltak beszámolók, hogy az ISIL az élelmet használja fegyverül, ugyanis megtagadták az élelmiszer.ellátást azoktól, akikről azt feltételezték, hogy az ellenséges törzsek tagjaival kapcsolatot tartanak fenn, vagy nem szimpatizálnak az ISIL-lel.
Az iraki kormány február 27-i jelentése szerint közel 600 ISIL–harcos próbált meg elmenekülni Fallúdzsából a közeli területekre és Moszul városába. Ezután a helyi források szerint csak 400 tagja maradt a terrorszervezetnek a városon belül. Február 28-án Csarában a síita milícia visszaverte az ISIL egyik támadását, melyet úgy jellemeztek, mint a városban volt legnagyobb támadás. Ugyanaznap az iraki haderő visszaverte az ISIL egyik masszív öngyilkos támadását Abu Ghraibban és Bagdad nyugati részén. Ez volt a csoport utóbbi két évben a régióban elkövetett legnagyobb támadása. A támadásban az ISIL 48, az iraki hadsereg 23 tagja halt meg.
Április 4-én az Iraki Biztonsági Erők Fallúdzsa közelében az ISIL 150 harcosát megölték. Steve Warren, a koalíció szóvivője azt mondta, az USA iraki hadereje nem tudja megbecsülni az elesett ellenséges harcosok számát, de aznap több mint 100-an haltak meg az USA vezette koalíció által végrehajtott légi támadásokban.
Április 6-án az ISIL támadást indított a hadsereg al-Ma’amel faluban lévő barakkja ellen, mely során nyolc iraki katonát megöltek. Miután az Iraki Hadsereg légitámadást intézett a belváros al-Fallujah piaca és Nezal kerülete ellen, 10 polgári személy meghalt és 25 további megsebesült. Április 10-én a várostól nyugatra Falahat területén a hadsereg megölte az ISIL hat milicistáját.
Április 21-én az USA vezette koalíció a levegőből megtámadta az ISIL Amiriyah Fallujah mellett Ahsi területén összegyűlt ISIL-katonákat, mely során megölte az ISIL dél-fallúdzsai legfőbb vezetőjét és hat társát. Április 26-án harci repülőgépek Fallúdzsa középső részén al-Resala területén több részt is bombáztak, melyben nyolc civil – köztük három gyermek – életét vesztette, 13 további pedig megsebesült. Április 27-én az iraki hadsereg tüzérséggel támadta az ISIL rejtekhelyeit, miközben hat milicistájukat megölték, ötöt pedig megsebesítettek. Április 28-án a koalíciós gépek három légicsapást mértek a város al-Rofah részében, a Csarma kerülettől északra lévő ISIL-központ ellen, mely során 15 terroristát, köztük három vezetőt is megöltek. A vezetők Khattab al-Halabusi, Aush al-Shami és Mosadaq Abdel Galil voltak. Eközben megsemmisítették a terrorszervezet egyik járművét, mely éppen fegyvereket szállított.
Április 30-án Fallúdzsa központi részén az al-Joulan kerület Alwa részében ismeretlen eredetű fegyveresek megtámadták az ISIL egyik gyülekezőhelyét, és hét milicistával végeztek. Május 2-án a hadsereg egy nagyméretű katonai hadműveletben al-Falahat részén rajta csapott az ISIL egyik összejövetelére,, és a szervezet 15 tagját megölte, 10 másikat pedig megsebesített, valamint felrobbantottak egy robbanó járműveket előállító laboratóriumot.
Május 3-án az Iraki Hadsereg és a vele szövetséges erők offenzívát indítottak a dél-fallúdzsai területek ellen, és elfoglalták az Amiriyah és Fallúdzsa városa közötti területeket. Másnapra az iraki kormány seregei 3 kilométerre megközelítették a város déli bejáratát, eközben elfoglaltak négy falut, megöltek 100 harcost és leromboltak 10 alagutat. Május 5-én az anbári műveleti parancsnok, Ismail Mahlawi vezérőrnagy úgy nyilatkozott az Anadolu Agencynek, hogy az iraki hadsereg a város öt területét elfoglalta.
Május 5-én vita tört ki az ISIL két szárnya között, mert 700 millió dinár hiányzott az egyik ISIL-vezetőnél, Jabbar Aufnál elhelyezett letétből, Emiatt Fallúdzsa középső részén, Nazzal kerületben összecsapások törtek ki, melyben a szervezet 10 tagját megölték, 8-at pedig megsebesítettek.
Május 7-én a biztonsági erők olyan támadást indítottak, melyek célpontja az ISIL al-Hur és Zebin al-Hanshl kerületekben, Amiriyah Fallujah közelében lévő központja és gyülekező helyei voltak. A támadásban az ISIL 25 tagja meghalt.
Május 8-án a koalíciós erők Fallúdzsától délre légi támadásban bombázták az ISIL állásait, és eközben 14 terroristát megöltek. Ezen kívül megsemmisítettek három autóbombát, melyekkel a város azonos kerületében lévő, az Iraki Biztonsági Erők központi részének helyt adó épülete ellen akartak támadni.
Május 9-én az Iraki Légierő Albu Shehab és Amiriyah Fallujah közelében szétlőtte az ISIL több épületé, két titkos fegyverraktárát és hatvan rakétakilövő állomását. Aznap még korábban Fallúdzsa déli részén egy légi bombázásban 20 ISIL-harcost öltek meg. Május 4. és 9. között a város déli és nyugati kerületeiben 140 ISIL-katonával végeztek.
Május 10-én arról számoltak be, hogy 2000 családot Albu Huwa és Hasai falvaiba tereltek, ahol az ISIL élő pajzsnak használta őket.
Május 11-én a koalíciós erők légi támadást intéztek Fallahat és Halabisah falvak közelében, melyeknek célpontja egy robbanószerekkel megrakott ISIL-jármű volt.
Május 14-én az ISIL harcsai szerint több mint 1000 iraki harcost öltek meg egy öngyilkos támadásban, Amiriyah Fallujah lakóövezeti részében. Egy másik jelentés szerint a halottak között 70 katona és egy rendőr volt.

## Következmények: május végi offenzíva
Május 22-én, egy elhúzódott ostrom után az Iraki Hadsereg bejelentette, hogy felsorakoztatja seregeit Fallúdzsa körül, mellyel egy hamarosan megindítandó nagyszabású támadásra készülnek fel a város ellen. Az iraki hadsereg egyik vezetője szerint a tervek az ISIL elleni előző, Rutba városánál megnyert csata emlékeire épülnek. Készen állnak arra, hogy csökkentsék az ISIL képességeit, nehogy öngyilkos merénylőket küldhessenek Bagdadba, melyben legutóbb 200 civil halt meg, és sokan úgy tartják, hogy a merénylő Fallúdzsából érkezett. A hadsereg a bennragadt lakosoknak olyan üzeneteket küldött, melyek szerint „álljanak készen arra, hogy a biztonságos útvonalakon keresztül hagyják el a várost, melyekről” majd értesítést fognak küldeni. Az UNHCR szerint május 24. előtt 80 család menekült ki a városból, de a baj mértéke csak a civilek elbeszélésein keresztül derült ki, akik szerint az ISIL halálbrigádjai „mindenkit megölnek, akik elhagyják otthonaikat vagy fehér zászlót lengetnek.”
Május 23-án az Iraki Népmozgalmi Erők bejelentették, hogy elfoglalták a Fallúdzsától 16 km-re északkeletre fekvő Csarmát, így a Fallúdzsától keletre fekvő területek túlnyomó része a kormány ellenőrzése alatt állt. Ezen kívül beszámoltak al-Harariyat, al-Shahabi és al-Dwaya felszabadításál és 40 ISIL-harcos megöléséről egy hadművelet alatt. Az iraki kormány szóvivője bejelentette, hogy a kormánypárti csapatok május 24-én elfoglalták Luhaib és Albu Khanfar falvakat.
Május 25-én Fallúdzsától keletre az iraki biztonsági erők megtisztítottak a felkelőktől 16 várost és kerületet. Ezek között ott voltak az északkeleten megszerzett győzelmek, ahol Csarma felszabadítása után pár nappal már Sejar is visszanyerte szabadságát. Ezen kívül az ISIL 125 tagja, 15 civil és 35 iraki katona vesztette életét olyan csatákban, melyben az iraki hadsereg megszerezte Délkelet még a felkelők kezén lévő részeit, és így ketté tudták vágni az ISIL kezén lévő területeket. A védelmi bizottság egyik tagja, Qasm Araji az előretörő seregek folyamatosan szereznek meg területeket, és „megközelítik Fallúdzsa keleti kapuját”.

## Éhezés és tárgyalás
Mivel már az előző hetekben is hiány volt, az ostromgyűrű bezárulásával több tízezer Fallúdzsában ragadt iraki maradt rendszeres élelmiszer- és gyógyszerellátás nélkül. Ahogy egyre fokozódott a helyzet, az ISIL is úgy lett egyre inkább véres kezűbb, helyzetük pedig egyre reménytelenebb. Pár helybéli arról számolt be, hogy a hideg télen nem volt mivel fűteniük. Bár a boltokban még voltak egyes eszközökből tartalékok, azonban helyi jelentések szerint azokat csak az ISIL tagjai vagy szimpatizánsai vehették meg. Iraki tisztviselők arról számoltak be, hogy folyamatban volt egy megbeszélés a Nemzetközi Vöröskereszt bevonásával, mely arról szólt, hogy néhány segélycsapatot engedjenek be a városba, hogy alapvető segítséget tudjanak nyújtani. Ezek a megbeszélések azonban nem jártak sikerrel. Hekmat Sulaiman, Anbár kormányzójának szóvivője azt mondta, az Iraki Hadsereg megpróbált élelmiszert bejuttatni a civileknek, de az ISIL gátolta a kezdeményezéseiket. Az egyik vezető szövetségi tisztviselő megerősítette a tárgyalások tényét, de arra már nem válaszolt, hogy ezekre a városon belül az ISIL vezetőivel, vagy máshol kerül sor. Aznap, miután az iraki hadsereg megindult Hít környéke felé, az ISIL behatolt a belvárosba.

## Kivégzések és megerőszakolások
Március 30-án Mahmoud Mardi Jumaili ezredes, a Népmozgalmi Erők parancsnoka azt mondta, az ISIL szerdán Fallúdzsa központi kerületében 35 embert megölt, mivel azzal vádolta őket, hogy el akartak menekülni a városból.
Április 4-én, mivel el akartak menekülni Fallúdzsából, az ISIL 15 embert élve elégetett.
Április 14-én az egyik hírszerzési forrás arról számolt be, hogy az ISIL masszív hadműveletet indított Fallúdzsa nyugati részén, al-Halabese és al-Bualawan kerületekben, ahol legalább 100 embert elraboltak. Az ISIl tagjai az elraboltakat a szervezet városban fenntartott börtönébe vitte el.
Az ISIL halálosztaga járta az utcákat, és azt mondták, mindenkit megölnek, aki elhagyja a házát, vagy fehér zászlót lenget.